# Magtymguly
Magtymguly (dawniej Garrygala, Kara-Kala, ros. Кара-Кала) – miasto w południowym Turkmenistanie, w wilajecie balkańskim, siedziba etrapu. W 2022 roku liczyło ok. 15,4 tys. mieszkańców.
W 2004 roku Dekretem Prezydenta Turkmenistanu nr 4066 zmieniono nazwę na Magtymguly, dla uczczenia Mahtumkulego, turkmeńskiego poety i filozofa z XVIII wieku. Status miasta miejscowość otrzymała w 2016 roku.